# California State University, Long Beach Men's Volleyball 2024
Questa voce raccoglie le informazioni riguardanti la California State University, Long Beach Men's Volleyball nella stagione 2024.

## Stagione
La California State University, Long Beach partecipa alla Big West Conference per la settima volta: dopo il primo posto in regular season, prende parte al torneo di conference direttamente alle semifinali, dove elimina la CSU Northridge, andando poi a conquistare il suo secondo titolo di conference con il successo sulla UC Irvine.
Ottiene quindi l'accesso diretto al torneo NCAA Division I, ricevendo la testa di serie numero 2: ai quarti di finale supera agevolmente la Belmont Abbey, mentre in semifinale supera la Grand Canyon, approdando alla decima finale della propria storia dopo una battaglia di cinque set; viene però sconfitta per 3-1 dalla UC Los Angeles nell'atto finale del torneo.

## Organigramma societario
Area direttiva
- Presidente: Bobby Smitheran

Area tecnica
- Allenatore: Alan Knipe
- Allenatore associato: Nick MacRae
- Assistente allenatore: McKay Smith
- Assistente allenatore volontario: Andy Read
- Scoutman: Jon Parry

## Rosa
| N° | Nome                 | Ruolo | Data di nascita  | Nazionalità sportiva | Anno      |
| -- | -------------------- | ----- | ---------------- | -------------------- | --------- |
| 2  | Sebastian Rodriguez  | S     | 29 ottobre 2001  | Stati Uniti          | Junior    |
| 3  | Mason Briggs         | L     | 21 gennaio 2001  | Stati Uniti          | Senior    |
| 4  | Skyler Varga         | O     | 6 marzo 2003     | Canada               | Sophomore |
| 5  | Aidan Knipe          | P     | 12 aprile 2001   | Stati Uniti          | Senior    |
| 6  | Benjamin Braun       | C     | 3 ottobre 2002   | Stati Uniti          | Sophomore |
| 8  | Sōtīrīs Siapanīs     | S     | 25 gennaio 2001  | Cipro                | Junior    |
| 9  | Nathan Harlan        | O     | 1º marzo 2001    | Stati Uniti          | Senior    |
| 10 | Connor Bloom         | O     | -                | Stati Uniti          | Sophomore |
| 11 | Simon Torwie         | C     | 1º novembre 2001 | Germania             | Senior    |
| 12 | Clarke Godbold       | S     | 22 aprile 2002   | Stati Uniti          | Senior    |
| 13 | Island Doty          | P     | 21 dicembre 2003 | Stati Uniti          | Sophomore |
| 16 | Nico Lietz           | O     | -                | Nuova Zelanda        | Freshman  |
| 17 | Dane Hillis          | S     | 6 febbraio 2003  | Stati Uniti          | Sophomore |
| 18 | Nato Dickinson       | O     | -                | Stati Uniti          | Junior    |
| 19 | DiAeris McRaven      | C     | 13 maggio 2002   | Stati Uniti          | Junior    |
| 20 | Aidan Grosz          | C     | -                | Stati Uniti          | Senior    |
| 21 | Sebastiano Sani      | S     | 10 ottobre 2005  | Stati Uniti          | Freshman  |
| 22 | Caden Jackson        | L     | -                | Stati Uniti          | Junior    |
| 23 | Derek Owens          | C     | -                | Stati Uniti          | Senior    |
| 24 | Noah Robin           | C     | -                | Stati Uniti          | Junior    |
| 25 | Ryan Peluso          | O     | -                | Stati Uniti          | Sophomore |
| 26 | Eric Beebe           | P     | 4 maggio 2000    | Stati Uniti          | Senior    |
| 27 | Lazar Bučkov         | C     | 12 maggio 2004   | Bulgaria             | Freshman  |
| 28 | Chris Connelly       | L     | -                | Stati Uniti          | Freshman  |
| 29 | Josh Weyerhaeuser    | C     | -                | Stati Uniti          | Freshman  |
| 30 | Ty Carson            | S     | -                | Stati Uniti          | Freshman  |
| 31 | Daniil Hershtynovich | O     | 21 marzo 2005    | Canada               | Freshman  |
| 32 | Aidan Powell         | S     | -                | Stati Uniti          | Freshman  |
| 33 | Kellen Larson        | L     | 4 maggio 2005    | Stati Uniti          | Freshman  |
| 34 | Nate Baddeley        | S     | -                | Stati Uniti          | Freshman  |
| 35 | Ford Harman          | L     | -                | Stati Uniti          | Freshman  |

## Mercato
| Acquisti | Acquisti             | Acquisti          | Acquisti   |
| R.       | Nome                 | da                | Modalità   |
| -------- | -------------------- | ----------------- | ---------- |
| S        | Nate Baddeley        | Los Alamitos HS   | definitivo |
| C        | Lazar Bučkov         | Levski Sofia      | definitivo |
| C        | Benjamin Braun       | Palm Desert HS    | definitivo |
| S        | Ty Carson            | Aliso Niguel HS   | definitivo |
| L        | Ford Harman          | Santa Barbara HS  | definitivo |
| O        | Daniil Hershtynovich | Hodan Nalayeh SS  | definitivo |
| L        | Kellen Larson        | Woodbridge HS     | definitivo |
| S        | Aidan Powell         | Fairmont Prep     | definitivo |
| S        | Sebastiano Sani      | Walter Johnson HS | definitivo |

| Cessioni | Cessioni        | Cessioni      | Cessioni   |
| R.       | Nome            | a             | Modalità   |
| -------- | --------------- | ------------- | ---------- |
| C        | Shane Holdaway  | Utah Stingers | definitivo |
| C        | Grant Marocchi  | OC Stunners   | definitivo |
| S        | Spencer Olivier | OC Stunners   | definitivo |
| P        | Josh Rosenblum  | Penn State    | definitivo |
| S        | Calvin Sanborn  | OC Stunners   | definitivo |

## Statistiche

### Statistiche di squadra
| Competizione                        | Punti | In casa | In casa | In casa | In trasferta | In trasferta | In trasferta | Campo neutro | Campo neutro | Campo neutro | Totale | Totale | Totale |
| Competizione                        | Punti | G       | V       | P       | G            | V            | P            | G            | V            | P            | G      | V      | P      |
| ----------------------------------- | ----- | ------- | ------- | ------- | ------------ | ------------ | ------------ | ------------ | ------------ | ------------ | ------ | ------ | ------ |
| Big West Conference NCAA Division I | .900  | 19      | 19      | 0       | 7            | 5            | 2            | 4            | 3            | 1            | 30     | 27     | 3      |
| Totale                              | .900  | 19      | 19      | 0       | 7            | 5            | 2            | 4            | 3            | 1            | 30     | 27     | 3      |

G = partite giocate; V = partite vinte; P = partite perse

### Statistiche dei giocatori
| Giocatore        | Big West Conference NCAA Division I | Big West Conference NCAA Division I | Big West Conference NCAA Division I | Big West Conference NCAA Division I | Big West Conference NCAA Division I | Totale | Totale | Totale | Totale | Totale |
| Giocatore        | P                                   | PT                                  | AV                                  | MV                                  | BV                                  | P      | PT     | AV     | MV     | BV     |
| ---------------- | ----------------------------------- | ----------------------------------- | ----------------------------------- | ----------------------------------- | ----------------------------------- | ------ | ------ | ------ | ------ | ------ |
| N. Baddeley      | -                                   | -                                   | -                                   | -                                   | -                                   | -      | -      | -      | -      | -      |
| E. Beebe         | 4                                   | 0,5                                 | 0                                   | 0,5                                 | 0                                   | 4      | 0,5    | 0      | 0,5    | 0      |
| C. Bloom         | 26                                  | 19                                  | 8                                   | 4                                   | 7                                   | 26     | 19     | 8      | 4      | 7      |
| B. Braun         | 4                                   | 11                                  | 3                                   | 6                                   | 2                                   | 4      | 11     | 3      | 6      | 2      |
| M. Briggs        | 30                                  | 1                                   | 1                                   | 0                                   | 0                                   | 30     | 1      | 1      | 0      | 0      |
| L. Bučkov        | 17                                  | 110                                 | 70                                  | 40                                  | 0                                   | 17     | 110    | 70     | 40     | 0      |
| T. Carson        | -                                   | -                                   | -                                   | -                                   | -                                   | -      | -      | -      | -      | -      |
| C. Connelly      | 22                                  | 0                                   | 0                                   | 0                                   | 0                                   | 22     | 0      | 0      | 0      | 0      |
| N. Dickinson     | 26                                  | 20,5                                | 13                                  | 4,5                                 | 3                                   | 26     | 20,5   | 13     | 4,5    | 3      |
| I. Doty          | 4                                   | 8,5                                 | 4                                   | 2,5                                 | 2                                   | 4      | 8,5    | 4      | 2,5    | 2      |
| C. Godbold       | 22                                  | 294                                 | 239                                 | 35                                  | 20                                  | 22     | 294    | 239    | 35     | 20     |
| A. Grosz         | 2                                   | 11                                  | 7                                   | 3                                   | 1                                   | 2      | 11     | 7      | 3      | 1      |
| N. Harlan        | 29                                  | 151,5                               | 109                                 | 16,5                                | 26                                  | 29     | 151,5  | 109    | 16,5   | 26     |
| F. Harman        | -                                   | -                                   | -                                   | -                                   | -                                   | -      | -      | -      | -      | -      |
| D. Hershtynovich | 9                                   | 34,5                                | 26                                  | 4,5                                 | 4                                   | 9      | 34,5   | 26     | 4,5    | 4      |
| D. Hillis        | 14                                  | 6                                   | 3                                   | 1                                   | 2                                   | 14     | 6      | 3      | 1      | 2      |
| C. Jackson       | 2                                   | 1                                   | 0                                   | 0                                   | 1                                   | 2      | 1      | 0      | 0      | 1      |
| A. Knipe         | 27                                  | 52,5                                | 12                                  | 35,5                                | 5                                   | 27     | 52,5   | 12     | 35,5   | 5      |
| K. Larson        | -                                   | -                                   | -                                   | -                                   | -                                   | -      | -      | -      | -      | -      |
| N. Lietz         | -                                   | -                                   | -                                   | -                                   | -                                   | -      | -      | -      | -      | -      |
| D. McRaven       | 20                                  | 107,5                               | 75                                  | 31,5                                | 1                                   | 20     | 107,5  | 75     | 31,5   | 1      |
| D. Owens         | 1                                   | 5,5                                 | 5                                   | 0,5                                 | 0                                   | 1      | 5,5    | 5      | 0,5    | 0      |
| R- Peluso        | -                                   | -                                   | -                                   | -                                   | -                                   | -      | -      | -      | -      | -      |
| A. Powell        | -                                   | -                                   | -                                   | -                                   | -                                   | -      | -      | -      | -      | -      |
| N. Robin         | 1                                   | 4                                   | 2                                   | 2                                   | 0                                   | 1      | 4      | 2      | 2      | 0      |
| S. Rodriguez     | 8                                   | 7                                   | 4                                   | 0                                   | 3                                   | 8      | 7      | 4      | 0      | 3      |
| S. Sani          | 12                                  | 31,5                                | 23                                  | 3,5                                 | 5                                   | 12     | 31,5   | 23     | 3,5    | 5      |
| S. Siapanīs      | 27                                  | 368,5                               | 308                                 | 31,5                                | 29                                  | 27     | 368,5  | 308    | 31,5   | 29     |
| S. Torwie        | 26                                  | 232,5                               | 129                                 | 70,5                                | 33                                  | 26     | 232,5  | 129    | 70,5   | 33     |
| S. Varga         | 27                                  | 358                                 | 283                                 | 0                                   | 33                                  | 27     | 358    | 283    | 0      | 33     |
| J. Weyerhaeuser  | 2                                   | 1,5                                 | 1                                   | 0,5                                 | 0                                   | 2      | 1,5    | 1      | 0,5    | 0      |

P = presenze; PT = punti totali; AV = attacchi vincenti; MV = muri vincenti; BV = battute vincenti

NB: I muri singoli valgono una unità di punto, mentre i muri doppi e tripli valgono mezza unità di punto; anche i giocatori nel ruolo di libero sono impegnati al servizio